# Lonchaea mussoorie
Lonchaea mussoorie är en tvåvingeart som beskrevs av Macgowan 2007. Lonchaea mussoorie ingår i släktet Lonchaea och familjen stjärtflugor. Inga underarter finns listade i Catalogue of Life.